# Adessiv
Adessiv är ett kasus i nominas deklination och det räknas som ett yttre lokalkasus. 
Adessiv betecknar det varpå någonting befinner sig. I svenskan uttrycks adessivrelationen vanligtvis genom att prepositionen "på" ställs framför det aktuella ordet. Exempel: nycklarna ligger på bordet (på finska avaimet ovat pöydällä, på estniska: võtmed on laual).

## Adessivändelser
- Estniska: -l
- Finska: -lla, -llä[1]
- Ungerska: -nál, -nél

## Finska
Utöver "befintlighet på" kan kasus adessiv i finska även användas i andra betydelser, som ägare, instrument (liknar därvid instrumentalis i andra språk), tidsangivelser och sätt.
Exempel:
- Befintlighet på: Matto on lattialla - Mattan är på golvet[2]
- Befintlighet "vid": Suomen rajalla - vid finska gränsen[2]
- Ägaren: Pertillä on uusi vene - Pertti har en ny båt[3]
- Instrument: Syön keittoa lusikalla - Jag äter soppa med sked[4]
- Tid: Talvella voi hiihtää - Om vintern kan man skida/åka skidor[5]
- Sätt: Puhukaa kovalla äänellä! - Tala med hög röst![4]